# Французский конституционный референдум (1870)
Французский конституционный референдум проводился 8 мая 1870 года для одобрения поправок в конституцию Второй французской империи. Этот референдум стал последним из 5 плебисцитов, проведённых Наполеоном III.
Из 11 миллионов избирателей около 1,9 миллиона (18,68 %) в голосовании не участвовало. Референдум одобрил сохранение монархии. Однако поражение Франции во франко-прусской войне привело к краху империи Наполеона III. Наполеон III попал в прусский плен в битве под Седаном и Национальное собрание низложило его в ночь с 3 на 4 сентября 1870 года.

## Результаты

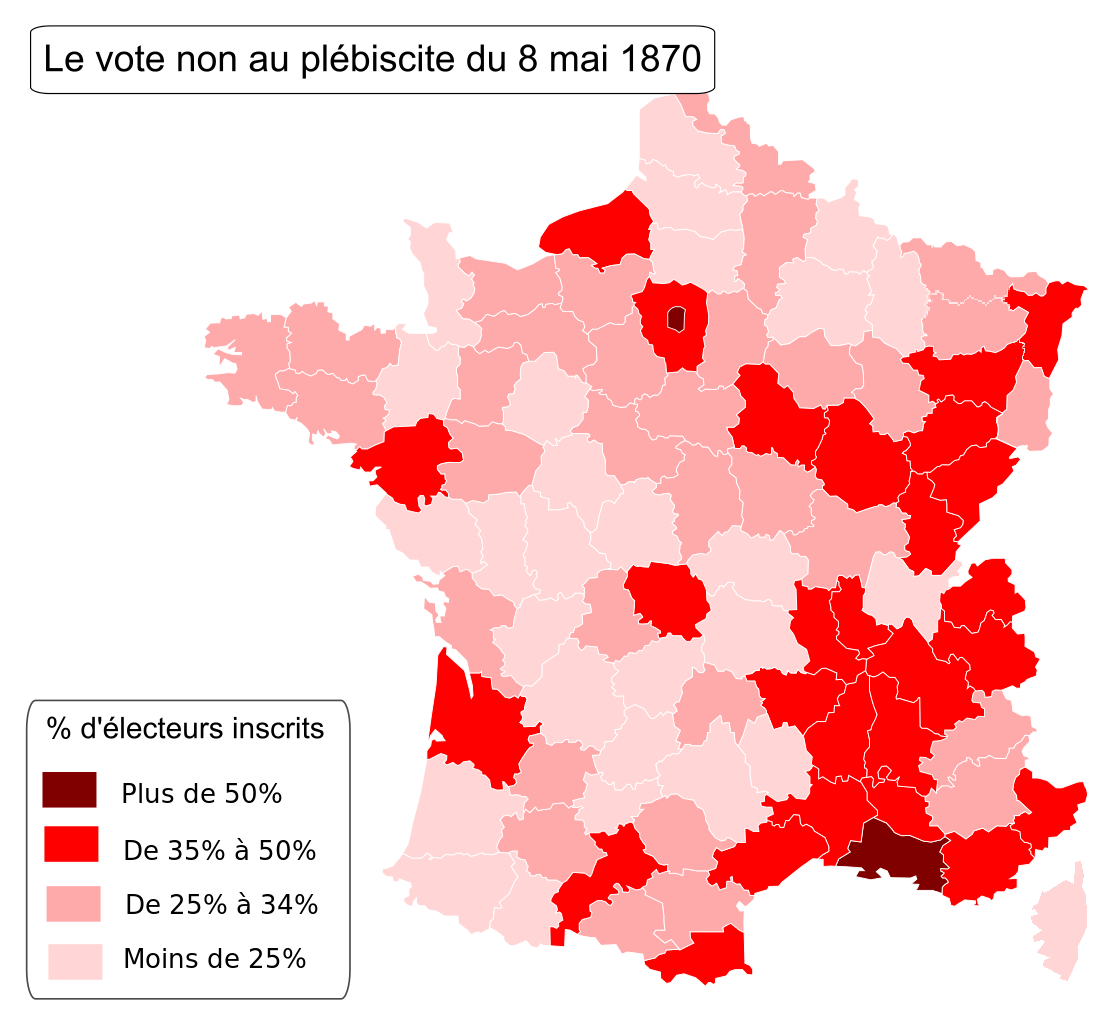
Результаты плебисцита 8 мая 1870 года. Более тёмный тон отражает более высокую долю голосов против («Нет») конституционной монархии.

| Да и Нет     | % голосов | Количество |
| ------------ | --------- | ---------- |
| Да (за)      | 82,68 %   | 7 350 142  |
| Нет (против) | 17,32 %   | 1 538 825  |
| Всего        | 100 %     |            |